# کوه ژوپیتر
کوه ژوپیتر (به انگلیسی: Mount Jupiter) یک قله و کوه در ایالات متحده آمریکا است که در واشینگتن واقع شده‌است. کوه ژوپیتر ۱٬۷۳۷٫۳۸ متر بالاتر از سطح دریا واقع شده‌است.